# Chassalia subochreata
Chassalia subochreata là một loài thực vật có hoa trong họ Thiến thảo. Loài này được (De Wild.) Robyns mô tả khoa học đầu tiên năm 1947.